# Le Public (Mauricio Sotelo)
Pour les articles homonymes, voir Le Public (homonymie).
Le Public (en espagnol : El Público) est un opéra en cinq scènes avec prologue du compositeur espagnol Mauricio Sotelo.
Le livret est écrit par Andrés Ibáñez, d'après la pièce du même nom El Público de Federico García Lorca. La création a lieu le 24 février 2015 au Théâtre royal de Madrid, en Espagne. Cette œuvre est une nouvelle production commandée par Gerard Mortier, directeur artistique du Théâtre royal de Madrid entre 2010 et 2013.

## Équipe artistique
- Chef d'orchestre : Pablo Heras-Casado
- Metteur en scène : Robert Castro
- Décors : Alexander Polzin
- Créateur de costumes : Wojciech Dziedzic
- Concepteur lumière : Urs Schönebaum
- Chorégraphe : Darrell Grand Moultrie
- Préparation musicale électronique : Mauro Lanza
- Technique du son : Peter Böhm
- Chef de chœur : Andrés Máspero

### Interprètes
Les interprètes sont les suivants :
- Directeur : José Antonio López
- Premier cheval : Arcángel
- Deuxième homme : Josep Miquel Ramon
- Troisième homme : Antonio Lozano
- Elena : Gun-Brit Barkmin
- Empereur/prestidigitateur : Erin Caves
- Julieta : Isabella Gaudí
- Troisième cheval : Rubén Olmo
- Second cheval : Jesús Méndez
- Premier homme : Thomas Tatzl
- Guitare : Cañizares[3]
- Percussionniste : Agustín Diassera

### Orchestre et Chœur
- Klangforum Wien
- Titulaire du Théâtre royal

## Instrumentation
(comme indiqué sur la partition)
- 2 flûtes (2e doublant piccolo et alto) • Hautbois • 3 Clarinettes (3e doublant clarinette basse) • Basson (doublant contrebasson) • Saxophone ténor (doublant Saxophone alto)
- 2 cors • Trompette • 2 Trombones 1er Ténor, 2e Basse  Trombone) • Tuba (Tuba Contrebasse)
- Timbales • 2 percussionnistes
- 2 harpes • Piano • Accordéon chromatique
- 4 violons (1º soliste) • 3 altos • 3 violoncelles • 1 contrebasse
- Électronique

## Synopsis
- Première scène : Le paravent. Enrique, directeur d'un théâtre, vient de créer une nouvelle version de Roméo et Juliette. Il reçoit la visite de Gonzalo, son ancien amant (premier homme), qui le réprimande pour l'absence de risque dans sa conception artistique, et insiste sur le fait que le véritable théâtre est celui se trouvant « sous le sable ». Gonzalo fait pression sur Enrique pour qu'il enlève son « masque », ose vivre la vérité de leur amour et joue le théâtre qu'il aime vraiment. Apeuré et nerveux, le directeur appelle Elena, sa femme, qui se révèle étant comme une statue grecque : idéale, mais en pierre. Elena affronte durement Gonzalo. Le directeur est divisé entre son véritable amour (Gonzalo) et les normes sociales (Elena). Un paravent apparaît : les personnages le traversent et en ressortent habillés de fabuleuses tenues féminines ou de costumes de théâtre.
- Deuxième scène : La ruine. Une scène se déroulant dans des ruines romaines qui rappellent le passé des relations entre le réalisateur et Gonzalo, présentés comme des personnages dans des feuilles de vigne et des clochettes, qui se disputent, s'aiment et s’affrontent. La scène se passe aussi dans le côté sombre et violent du sexe: L'empereur viole puis tue un jeune garçon.
- Troisième scène : Le théâtre sous le sable. Le metteur en scène met en scène une nouvelle version de Roméo et Juliette, cette fois sous sa forme de « théâtre sous le sable ». La scène se déroule dans la tombe souterraine de Juliette. Le caractère fascinant de Juliette apparaît comme l'incarnation des tensions entre le style de vie bourgeois (faux, conventionnel et externe) et un autre mode de vie qui reconnaît la vérité complète de l'individu, y compris les parties profondes et sombres, représentées par le Cheval Noir. Le point culminant du Théâtre sous le sable, et peut-être de la pièce entière, est la danse des costumes vides (Pierrot, Ballerina et Pyjamas), tandis que Juliette retourne dans sa tombe.
- Quatrième scène : La révolution. Dans la nouvelle version de Roméo et Juliette, le directeur a engagé un garçon en tant que Juliette. Une fois découvert, cela déclenche une révolution qui semble couvrir toute la ville. Le chœur est divisée en étudiants (partisans de la révolution qui célèbrent la liberté de l'amour) et en dames (qui représentent le point de vue bourgeois et conventionnel et qui veulent quitter le théâtre à tout prix). Un Christ peint en rouge apparaît sur le lit d'un hôpital. Quand il exhale son dernier souffle, nous voyons qu'il est Gonzalo, le Premier Homme. Gonzalo, l'inspiration derrière le théâtre sous le sable, finit par être victime de la fureur du public.
- Cinquième scène  : Le magicien. De retour dans son bureau, le directeur fait face à un Magicien, un expert en supercherie et en permutation, dont la fausseté est rejetée par le directeur qui dit : « Mais c'est un mensonge, c'est du théâtre ! ». Le directeur a assumé son amour pour Gonzalo et a découvert que « dormir, c'est semer des graines ». La mère de Gonzalo semble exiger le corps de son fils décédé. La pièce se termine par une pluie mélancolique de gants vides.

## Personnages
Dans cette pièce, l'identité des personnages est déstabilisée en permanence par le dramaturge qui se sert du travestissement de genre. Le personnage d'Enrique porte un costume d'Arlequin, Juliette est en réalité un homme, un homme porte du rouge à lèvres et une moustache. Lorca ne tranche pas entre un genre ou l'autre et se sert de différents accessoires et masques pour questionner l'identité de genre. Lorca va plus loin dans la déstabilisation de l'identité en jouant sur   la réversibilité des rôles de dominant et dominé. Les personnages Pampanos et Cascabeles en sont l'exemple le plus révélateur, le premier incarnant le genre féminin et le second le genre masculin.

## Réception
L'opéra El Público fut créé au Teatro Real de Madrid le 24 février 2015 et eut 8 représentations, dont la dernière se tint le 13 mars 2015 et lors de laquelle furent présents le roi Don Felipe VI et la reine Doña Letizia. Ce fut la première fois qu'ils visitèrent le Teatro Real en tant que rois. L’événement a été repris par la presse nationale, tel qu’il apparaît dans le journal El Mundo, ainsi que par la presse internationale, comme en témoigne par exemple le magazine Paris Match[source insuffisante]. La création d’El Público a été commentée par de nombreux médias internationaux, ainsi que par des critiques spécialisés,[source insuffisante]. Les huit représentations ont accueilli, selon les données du théâtre, un total de 11 697 spectateurs, avec une occupation moyenne de 88 %, ce qui représente un succès pour une production d'opéra contemporain. Le journaliste Rubén Amón a commenté « Le public applaudit « Le public » (…) Sotelo, acclamé comme un compositeur de notre temps »[réf. souhaitée].